# Берегове (Луцький район)
Берегове́ — село в Україні, у Луцькому районі Волинської області. Входить до складу Рожищенської міської громади. Населення становить 272 осіб.

## Населення
Згідно з переписом УРСР 1989 року чисельність наявного населення села становила 237 осіб, з яких 111 чоловіків та 126 жінок.
За переписом населення України 2001 року в селі мешкали 272 особи. 100 % населення вказало своєю рідною мовою українську мову.

## Історія
13 липня 2015 року митрополит Луцький і Волинський Михаїл освятив новозбудований храм в Береговому.
12 червня 2020 року, згідно з розпорядженням Кабінету Міністрів України  № 708-р, село увійшло до складу Рожищенської міської громади.
19 липня 2020 року, в результаті адміністративно-територіальної реформи та ліквідації Рожищенського району, село увійшло до складу новоутвореного Луцького району.